# نیدرهامباخ
نیدرهامباخ (به آلمانی: Niederhambach) یک شهر در آلمان است که در بیرکنفلد واقع شده‌است. نیدرهامباخ ۳۱۱ نفر جمعیت دارد.